# Los Guayos

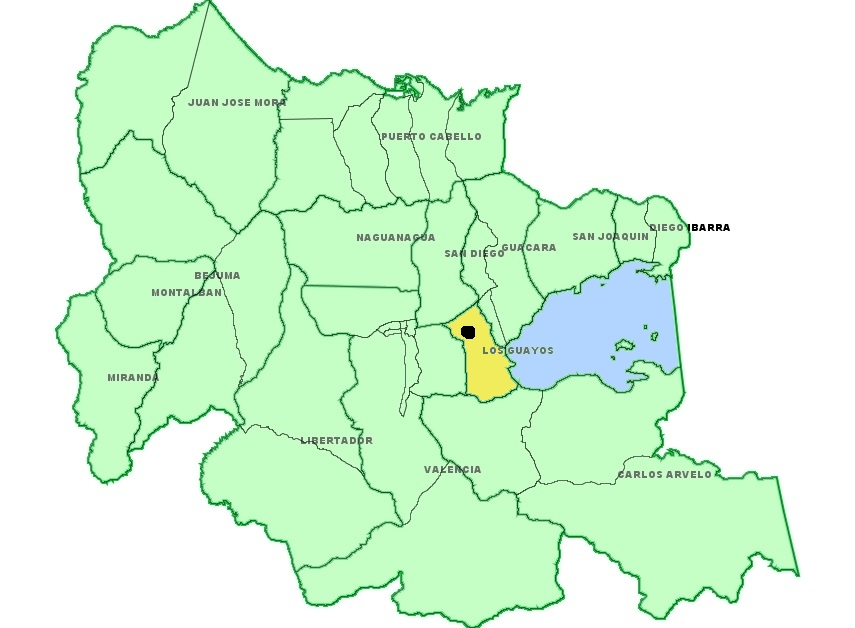
Los Guayos in Carabobo, Venezuela

Los Guayos ist eine kleine Stadt im Bundesstaat Carabobo im Norden Venezuelas.

## Geografie
Los Guayos liegt westlich vom Valenciasee und südlich der Karibik-Küste. 
Sie ist Hauptstadt des gleichnamigen Bezirks (Municipio). Die Stadt ist mit anderen Siedlungen der Region zusammengewachsen.
Die Caracas-Valencia-Autobahn verläuft nördlich von Los Guayos, der Los-Guayos-Fluss östlich.

## Geschichte
Am 20. Februar 1694 wurde die indianische Siedlung der Guayos-Indianer von Don Francisco Berroterán, Gouverneur Venezuelas, zum „Indianerdorf“ erklärt. Am 6. Juni 1710 erklärt der Priester Mariano de Martí Los Guayos zur Kirchengemeinde.
1751 schließen sich die Einwohner dem Aufstand von Francisco de León gegen die Guipuzcoana an.
Francisco de Miranda organisiert 1812 eine Truppe in Los Guayos, die die Region gegen die Spanier verteidigen soll. Am 8. Mai finden Kämpfe statt. Was zuerst als Sieg seitens der Rebellen erscheint, verwandelt sich in ihre Niederlage als einer ihrer Offiziere die Seiten wechselt und zu den Loyalisten überläuft.

## Sehenswürdigkeiten

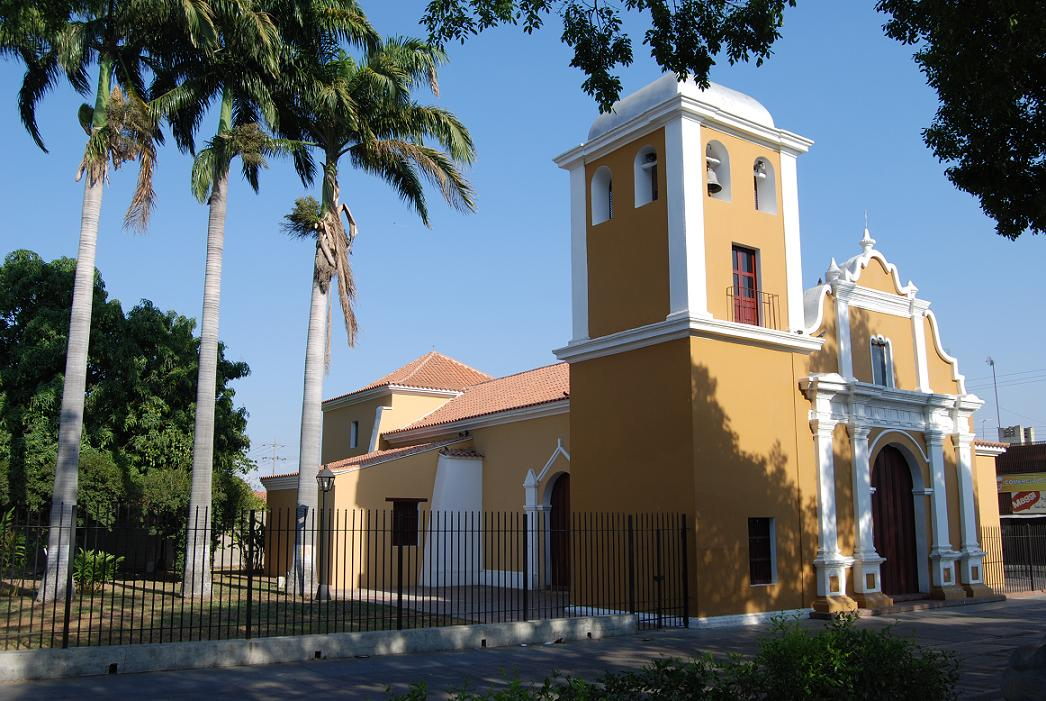
Kirche von Los Guayos

Die Kirche von Los Guayos ist eine der ältesten Kirchen Venezuelas. Ein erstes Gebäude wurde 1650 gebaut. Es war die Kirche des Indianerdorfes. Der heutige Glockenturm mit den zwei Kirchenschiffen wurden 1779 gebaut.

## Postleitzahl
- Los Guayos-Stadt: 2003
- Vivienda Popular Los Guayos: 2001